# Ртиче
Ртиче (словен. Rtiče) — поселення в общині Загорє-об-Саві, Засавський регіон, Словенія. Висота над рівнем моря: 764,9 м.